# Johanne Blauenfeldt
Johanne Blauenfeldt, född 1867, död 1931, var en dansk kvinnosakspolitiker.
1908 deltog Johanne Blauenfeldt i 4th Conference of the International Woman Suffrage Alliance. Hon blev samma år medgrundare av rösträttsföreningen Kristelig Kvindevalgrets-Forening (KKF), och var dess ordförande 1908-1913, och redaktör för dess tidning Kristeligt Kvindeblad 1909-1913.